# Oostenrijkse kers
De Oostenrijkse kers (Rorippa austriaca) is een vaste plant, die behoort tot de kruisbloemenfamilie (Brassicaceae). De soort staat op de Nederlandse Rode lijst van planten als een soort die in Nederland vrij zeldzaam en stabiel of toegenomen is. De Oostenrijkse kers komt van nature voor in Oost- en Midden-Europa en West-Azië en is van daaruit verspreid naar West-Europa, Noord-Amerika en Oost-Azië. Het aantal chromosomen is 2n = 16.
De plant wordt 30 - 90 cm hoog en vormt uitlopers. De stengel is bijna kaal. De langwerpig-eironde, ondiep ingesneden bladeren hebben een getande bladrand en de bovenste bladeren hebben een half-stengelomvattende geoorde bladvoet.
De plant bloeit van juni tot in augustus met heldergele bloemen. De bloeiwijze is een tros. De kroonbladeren zijn 3 - 4 mm lang en iets langer dan de kelkbladeren.
De vrijwel ronde vrucht is een 3 mm lang en 2,5 - 3 mm breed hauwtje met een 1 -2 mm lange snavel met 0,7 - 0,9 mm grote, roodbruine zaden.

## Externe links

Bloedcicade op Oostenrijkse kers

## Voorkomen
De soort komt voor op natte, voedselrijke, verstoorde of vaak stenige grond in uiterwaarden, langs waterkanten, spoorwegen en bermen.